# モナーレ
モナーレ（伊: Monale）は、イタリア共和国ピエモンテ州アスティ県にある、人口約1,000人の基礎自治体（コムーネ）。

## 地理

### 位置・広がり

#### 隣接コムーネ
隣接するコムーネは以下の通り。
- アスティ
- バルディキエーリ・ダスティ
- カステッレーロ
- チナーリオ
- コルタンドーネ
- マレット
- ヴィッラフランカ・ダスティ

#### 地震分類
イタリアの地震リスク階級 (it) では、4 に分類される
。

## 行政

### 分離集落
モナーレには、以下の分離集落（フラツィオーネ）がある。
- Salesina, San Carlo, Valle Brina, Roja

## 姉妹都市
- Cazouls-d'Hérault、フランス 2010年